# Eotetranychus uncatus
Eotetranychus uncatus är en spindeldjursart som beskrevs av Garman 1952. Eotetranychus uncatus ingår i släktet Eotetranychus och familjen Tetranychidae. Inga underarter finns listade i Catalogue of Life.